# Quinto Fábio Buteão
Quinto Fábio Buteão (em latim: Quintus Fabius Buteo) foi um magistrado romano da gente patrícia dos Fábios e conhecido por seu papel na Revolta Ibérica de 197-195 a.C..

## Carreira
Fábio foi eleito pretor em 196 a.C. e recebeu o governo da província da Hispânia Ulterior, na época uma região conflagrada por uma revolta. Substituiu Marco Hélvio Blasião no cargo e comandou uma legião, 2 000 soldados e 150 cavaleiros. Foi sucedido por Ápio Cláudio Nero.

### Bibliografía
- Martínez Gázquez, José (1992). La campaña de Catón en Hispania (em espanhol) 1974 ed. Barcelona: Universidad de Barcelona. Publicaciones y Ediciones. ISBN 84-7875-980-8